# Joseph Kesselring
Joseph Otto Kesselring (ur. 21 lipca 1902 w Nowym Jorku, zm. 5 listopada 1967 w Kingston) – amerykański pisarz i dramaturg, najbardziej znany jako autor sztuki Arszenik i stare koronki z 1939 roku.
Urodził się w Nowym Jorku jako syn Henry'ego i Frances Kesselringów. Jego dziadkowie ze strony ojca byli niemieckimi emigrantami. Kesselring pracował jako nauczyciel śpiewu, reżyser teatralny i producent wodewili. W 1933 zaczął jako freelancer pisać sztuki, głównie komedie, tworząc ich 12. Cztery z nich wystawione były na Broadwayu: Wisdom in Women (1935), Arsenic and Old Lace (Arszenik i stare koronki) (1941), Four Twelves are 48 (1951) i Mother of that Wisdom (1963).
Zmarł w Kingston w stanie Nowy Jork w 1967 roku.